# Union syndicale lycéenne
L'Union syndicale lycéenne (USL) è un'associazione studentesca attiva nei Licei della Francia.
Fondata nel 1994 come Union Nationale Lycéenne (UNL), si definisce "sindacato studentesco", ed è l'associazione studentesca con più iscritti delle scuole francesi, con tesserati dai Licei d'Insegnamento Generale e Tecnologico, dai Licei Professionali, dai Licei Agricoli, dagli EREA e dalle Scuole Superiori Francesi all'Estero.
Ha lo scopo di "riunire tutti gli studenti, indipendentemente dalle loro idee filosofiche, dalle loro appartenenze politiche o dal loro credo religioso, che vogliono difendere i propri interessi comuni al fine di far nascere una società giusta e democratica".

## Storia
La nascita dell'UNL ha avuto le sue radici nella scelta dei tre rappresentanti degli studenti eletti al Consiglio Superiore per l'Educazione del 1993, Samuel Gion, Boris Delahalle e Olivier Lemaître, di coordinare la propria azione politica fondando una associazione: l'Unione Nazionale degli Eletti Liceali. Nei mesi successivi la riforma dell'Istruzione proposta dal Ministro François Bayrou causò diffuse e partecipate mobilitazioni di protesta studentesca, che culminarono con la manifestazione di oltre un milione di studenti il 16 gennaio 1994, convincendo i rappresentanti che avevano aderito all'Unione Nazionale degli Eletti a puntare su una struttura sindacale, fondando l'UNL.

Il primo congresso dell'associazione si tenne il 21 dicembre 1997 alla Sorbona di Parigi, con la presenza di rappresentanti dell'UNEF-ID, ed elesse Issam Krimi a Presidente Nazionale. Dagli anni novanta collabora con i sindacati operai (particolarmente la CGT) e con il principale sindacato studentesco universitario del Paese, l'UNEF riunificatasi nel 2001.

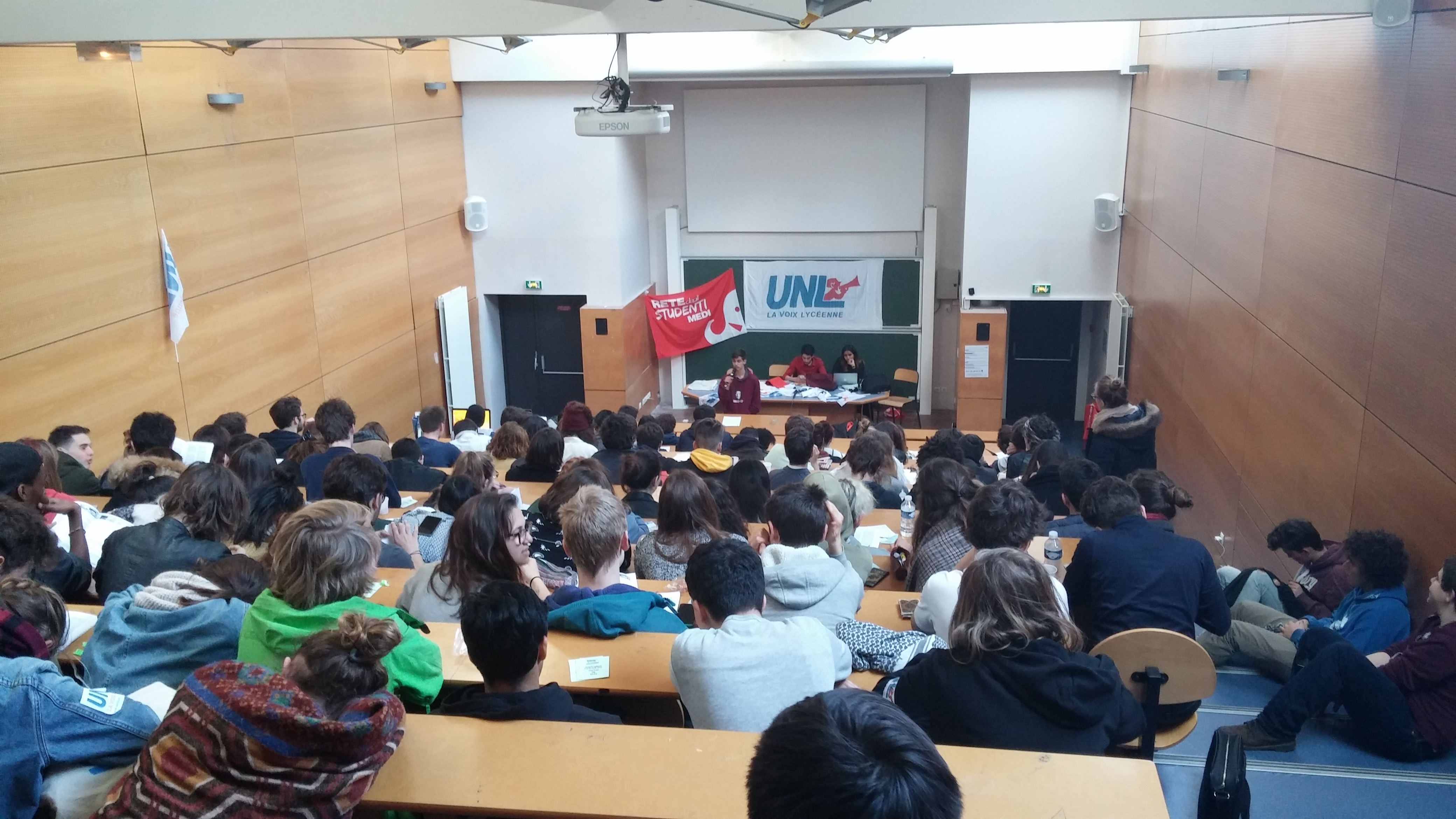
X Congresso dell'UNL "Un sindacalismo di trasformazione sociale per costruire una società del progresso sociale". Parigi, 10 aprile 2016.

Nell'ottobre del 2009 la scissione della corrente UNL-D ha portato alla nascita della SGL - Syndicat Général des Lycéens.
A seguito della presentazione di un documento in opposizione all'operato della presidenza a fine 2016, e alla formazione della lista "Un avenir lycéen" concorrente alla lista dell'UNL per le elezioni del Consiglio Superiore dell'Educazione (concluse con la vittoria di tutti i quattro seggi da parte della lista SGL), nel 2017 nove federazioni territoriali dell'UNL hanno dato luogo ad una scissione, fondando l'Union Nationale Lycéenne – Syndicale & Démocratique (UNL-SD).
Nel 2020, Mathieu Devlaminck è stato eletto presidente dell'UNL che ha però cessato le sue attività all'inizio del 2021 ed è stata posta in amministrazione controllata.
Nel 2021, gli attivisti dell'UNL hanno fondato il sindacato "La Voix lycéenne" (VL), che segue la stessa linea, spiegando che secondo loro “i sindacati non sono più in grado di proporre modalità di azione efficaci contro le riforme governative. Secondo L'Étudiant VL è un successore diretto di UNL.
Il 3 novembre 2023, la neonata Union syndicale lycéenne afferma di essere nata dalla fusione di numerosi sindacati delle scuole superiori (LVL, FIDL, Union pirate lycéenne, MNL, ULF, IEL union, CSTE e AEB).
Tuttavia, altri due sindacati, il MNL e la FIDL, respingono questa fusione. France Info nota: "Contrariamente a quanto indicato dai rappresentanti delle scuole superiori [...], non si tratta di una fusione dei tre sindacati delle scuole superiori, ma della creazione di un nuovo sindacato delle scuole superiori".

## Attività
Presente su tutto il territorio nazionale, è strutturato in dipartimenti, seguendo le divisioni amministrative Francesi, ed è attivo anche nei Territori d'Oltremare. A livello internazionale è membro dell'OBESSU, insieme alle principali associazioni studentesche europee, ed ha stretti rapporti con gli altri sindacati studenteschi francofoni di Belgio (Comité des Élèves Francophones - CEF) e Lussemburgo (UNEL). Collabora attivamente anche con i sindacati studenteschi delle Scuole Superiori italiane, la Rete degli Studenti Medi e l'Unione degli Studenti, ed ha preso parte con delle delegazioni ai campeggi estivi delle due associazioni italiane: il Revolution Camp e il Riot Village.

## Presidenti
- Samuel Gion (1994)
- Michaël Delafosse (1995)
- Issam Krimi (1997 – 1998)
- Lô Vitting (1998 – 1999)
- Benjamin Vételé (1999 – 2000)
- Perrine Corcuff (2000 – 2001)
- Stéphan Babonneau (2001 – 2002)
- Lucas Jourdain (2002 – 2004)
- Constance Blanchard (2004 – 2005)
- Karl Stoeckel (2005 – 2006)
- Floréale Mangin (2006 – marzo 2008)
- Florian Lecoultre (marzo 2008 – settembre 2008)
- Lucie Bousser (settembre 2008 – 2009)
- Antoine Evennou (2009 – 2010).
- Victor Colombani (2010 – 2012)
- Ivan Dementhon (2012 – 2014)
- Corentin Durand (2014 – 2015)
- Samya Mokhtar (2015 – 2016)
- Clara Jaboulay (maggio 2016 – in carica)